# 新フラームス同盟
新フラームス同盟（しんフラームスどうめい、オランダ語: Nieuw-Vlaamse Alliantie、略称：N-VA）は、ベルギーの政党。オランダ語系のフラマン語圏であるフランデレン地域を基盤とする中道右派の地域主義政党である。新フランドル同盟と表記される場合もある。党首は ステーフェン・ファンデプット（代行）。

## 動向
2001年にフランデレンの地域政党である人民同盟（オランダ語: Volksunie）が左右両派に分裂したことにより、その右派が結成したもの（左派は社会自由主義を掲げるスピリットとなった）。
ベルギーの王制には批判的で、2012年にアントウェルペンの市長に当選した党首のバルト・デウェーフェルは王宮での会見にノーネクタイで現れた上で、「私は民主主義者なので、共和主義者だ。出自のおかげで権力を持つ人物は信用しない」と述べている。
これまで最大政党であるキリスト教民主フラームス（CD&V）と共同歩調をとっており、下院である代議院では150議席のうち30議席を、上院である元老院では71議席（王族を含まない）のうち14議席を、それぞれCD&Vとの統一会派で占めており、イヴ・ルテルム連立政権の与党として上下両院で第1勢力に加わる格好となってきた。
2010年の総選挙においては単独で立候補し、代議院で27議席を獲得して第1党となった。しかし与党に加わらず、デウェーフェルも首相に就任しないとしたため、各党は連立政権をなかなか形成できず、政局は混迷した。結局、ワロン系社会党のエリオ・ディルポが首相となるまで、535日を要した。
2012年10月には、デウェーフェルがアントウェルペンの市長に当選。これによってベルギー北部のフランデレン中心の政策がいっそう強まるとの観測が広まった。
2014年の総選挙においては代議院で33議席を獲得し、前回に引き続いて代議院における第1党となった。その後に改革運動 (MR) とフラームス自由民主 (VLD) 、CD&Vとの4党で連立政権を発足させたが、その首相にはN-VAではなくMR所属のシャルル・ミシェルが就任した。
2018年にはミシェル政権が進める国連の移民協定締結に反対する立場をとり、12月9日に連立政権を離脱。ミシェル政権は過半数を失い、結果的に政権崩壊の引き金を引いた。
2025年1月31日にデウェーフェル党首を首班とする連立政権を樹立することでN-VAを含む5政党が合意し、2月3日に新政権が発足。デウェーフェルはN-VA所属の初の首相となった。